# Robert Murray Hill
Robert Murray Hill (ur. 25 września 1946 w Adelaide) – polityk australijski, członek Partii Liberalnej, senator, minister.

## Życiorys
Syn Murraya Hilla, również działacza Partii Liberalnej, który zasiadał w Zgromadzeniu Legislacyjnym Australii Południowej. Robert Hill studiował prawo na Uniwersytecie w Adelajdzie oraz na Uniwersytecie Londyńskim, po studiach prowadził praktykę adwokacką i radcowską. W latach 1977–1979 pełnił funkcję wiceprzewodniczącego Partii Liberalnej Australii Południowej, 1985–1987 jej przewodniczącego. Wchodził w skład kierownictwa krajowego Partii Liberalnej. Od lipca 1981 reprezentuje Australię Południową w Senacie.
W 1990 został liderem frakcji Partii Liberalnej w Senacie; do 1996 stanowisko to oznaczało zarazem lidera opozycji w Senacie. Do czasu przejęcia władzy przez Johna Howarda w marcu 1996 Hill odpowiadał za kilka resortów w gabinecie cieni (m.in. sprawy zagraniczne, obronę i edukację). W 1996 wszedł do rządu Howarda, początkowo jako minister ochrony środowiska. W 2001 objął tekę ministra obrony. Jest zaliczany do skrzydła umiarkowanego swojej partii, co odróżnia go od szefa rządu. Według doniesień prasowych Howard kilkakrotnie życzył sobie odejścia Hilla z rządu, oferując mu posady dyplomatyczne (m.in. po wyborach parlamentarnych w 2004), ale ten odmawiał. Zrezygnował ze stanowiska ministra i lidera frakcji partyjnej w Senacie w styczniu 2006. W marcu 2006 złożył także mandat parlamentarny i przeszedł do dyplomacji, obejmując funkcję ambasadora przy Organizacji Narodów Zjednoczonych.